# 蓑輪単志
蓑輪単志（みのわ ひとし、1959年12月17日 - ）は、日本のミュージシャン、作曲家。HOUND DOGのキーボーディストで、現在はJUNGAPOP、鼓単のメンバー。東北学院大学経済学部卒業。

## 概要
東北学院大学学生時代に、サークルの先輩大友康平らが結成したHOUND DOGに参加。1980年のプロデビュー以後、同バンドのキーボーディスト及び作曲者として、楽曲制作の中心的立場で活動した。「ff（フォルティシモ）」をはじめとするヒット曲のほとんどは蓑輪が作曲したものである。
2005年、鮫島秀樹とともにバンドを脱退したことにされてしまった。そこで鮫島とともに、大友らに対して自分たちのバンド復帰を要求する訴訟を起こした。詳しくはHOUND DOGの項を参照。
2006年に同じくバンドを辞めさせられた八島順一・橋本章司・西山毅らとは法的には和解したものの、彼らが「元の6人に戻ることを目指す」名目で行ったライブ活動などには一切参加せず、距離を置いている（鮫島・西山とは交流がある）。マスコミに対しても、ほとんど話さず沈黙した。
現在は、JUNGAPOP（2002年から参加）、鼓単のメンバーとして音楽活動を続けている。川嶋あい「My Love」のレコーディングに参加したり、HOUND DOG初期アルバムのデジタルリマスター作業を監修するなどした。
みちのく（東北地方）を拠点とするM's Japan Orchestraというみちのく邦楽オーケストラの公演にピアノ、キーボード奏者としてゲスト参加をしている。

## 来歴
- 1959年 - 宮城県石巻市に生まれる。
- 1977年 - 東北学院大学学園祭に出演した大友のステージをみて衝撃を受け、同大入学を決意。
- 1978年 - HOUND DOGに参加。
- 1980年 - HOUND DOGの一員としてプロデビュー。
- 1985年 - 作曲した「ff（フォルティシモ）」がヒットする。
- 1990年 - 所属事務所が制作したドキュメンタリー映画「ベンポスタ子ども共和国」の音楽監督を担当。
- 2001年 - ソロアルバム「Mt.Fuji」リリース（MATRIX RECORDSより)
- 2002年 - JUNGAPOPに加入。HOUND DOGと並行して活動を続ける。
- 2005年 - HOUND DOGから離脱させられる。
- 2007年 - 「川嶋あいWith SUPER BAND」に参加。
- 2008年 - 鼓単名義で「TOYA~心の旅路」発表。

## 代表曲
- ff (フォルティシモ)（作曲）
- AMBITIOUS（作曲）
- ONLY LOVE（作曲）
- BRIDGE〜あの橋をわたるとき〜（後藤次利との共作曲）
- SONGS（作詞、作曲）

### JUNGAPOP
- 坂口良治 (Dr)
- 尾上一平 （Vo）
- 高橋"Jr."知治 (Bass&Harmonica)
- 蓑輪単志 (Key)
- 是永巧一 (Gt)

### 鼓単
- 北島良人 (Vo)
- 蓑輪単志 (Key)